# Международный университет имени аль-Мустафы
Международный университет имени аль-Мустафы (также Международный университет «Аль-Мустафа»; перс. جامعةالمصطفی‎, англ. Al-Mustafa International University, MIU) — научный и международный университет с религиозной ориентацией, созданный с целью развития исламо-шиитских, гуманитарных и социальных наук с образовательным, исследовательским и воспитательным подходом. На счету этого университета более 50 000 студентов среди мужчин и женщин 122 национальностей, из которых более 25 000 уже завершили своё обучение.

## Науки и направления обучения
В международном университете им. аль-Мустафы работают более 3500 научных сотрудников и профессоров на полной и неполной ставке в более, чем 15 научных группах. В это учебном заведении преподают следующие исламские дисциплины: мусульманское законоведение (фикх), основы фикха, Корановедение, хадисология, философия, мистика, исламская этика, схоластическая теология и история Ислама. В области же гуманитарных наук есть следующие направления: образовательные науки и педагогика, право, психология, экономика, социология, политология, банковское дело, коммуникации, управление, язык и литература (персидская, арабская, английская, французская, русская). Все вышеперечисленные дисциплины преподаются строго с религиозной направленностью..

## Образовательные филиалы
Центральный корпус Международного университета им. аль-Мустафы находится в Куме, он также имеет более 170 образовательных и исследовательских филиалов как внутри страны, так и в других странах. За границей Ирана его филиалы расположены в более, чем 60 странах, таких как: Южная Африка, Албания, Германия, Афганистан, Индонезия, Англия, Уганда, Бразилия, Болгария, Бангладеш, Буркина-Фасо, Босния и Герцеговина, Бенин, Пакистан, Танзания, Таиланд, Того, Дания, Япония, Кот-д’Ивуар, Швеция, Сенегал, Сирия, Сьерра-Леоне, Ирак, Гана, Филиппины, Кыргызстан, Казахстан, Камерун, Косово, Республика Конго, Коморские Острова, Гамбия, Грузия, Гайана, Гвинея, Ливан, Мадагаскар, Малави, Малайзия, Мали, Мьянма, Норвегия, Нигер, Нигерия, Индия и т. д. Кроме того, этот университет создал свою виртуальную образовательную площадку для дистанционного обучения.

## Связь с научным миром
Международный университет им. аль-Мустафы установил связь с более, чем 1000 научных и культурных центров, 1500 деятелей науки и культуры по всему миру, и подписал более 110 договоров о сотрудничестве с международными университетами и научными центрами как внутри страны, так и за ее пределами. Этот университет также является членом Международной ассоциации университетов (IAU), Федерации университетов исламского мира (FUIW), Ассоциации университетов стран Азиатско-Тихоокеанского региона (AUAP), Международной ассоциации президентов университетов (IAUP) и Ассоциации мусульманских студентов (UIWS).